# Нефрура

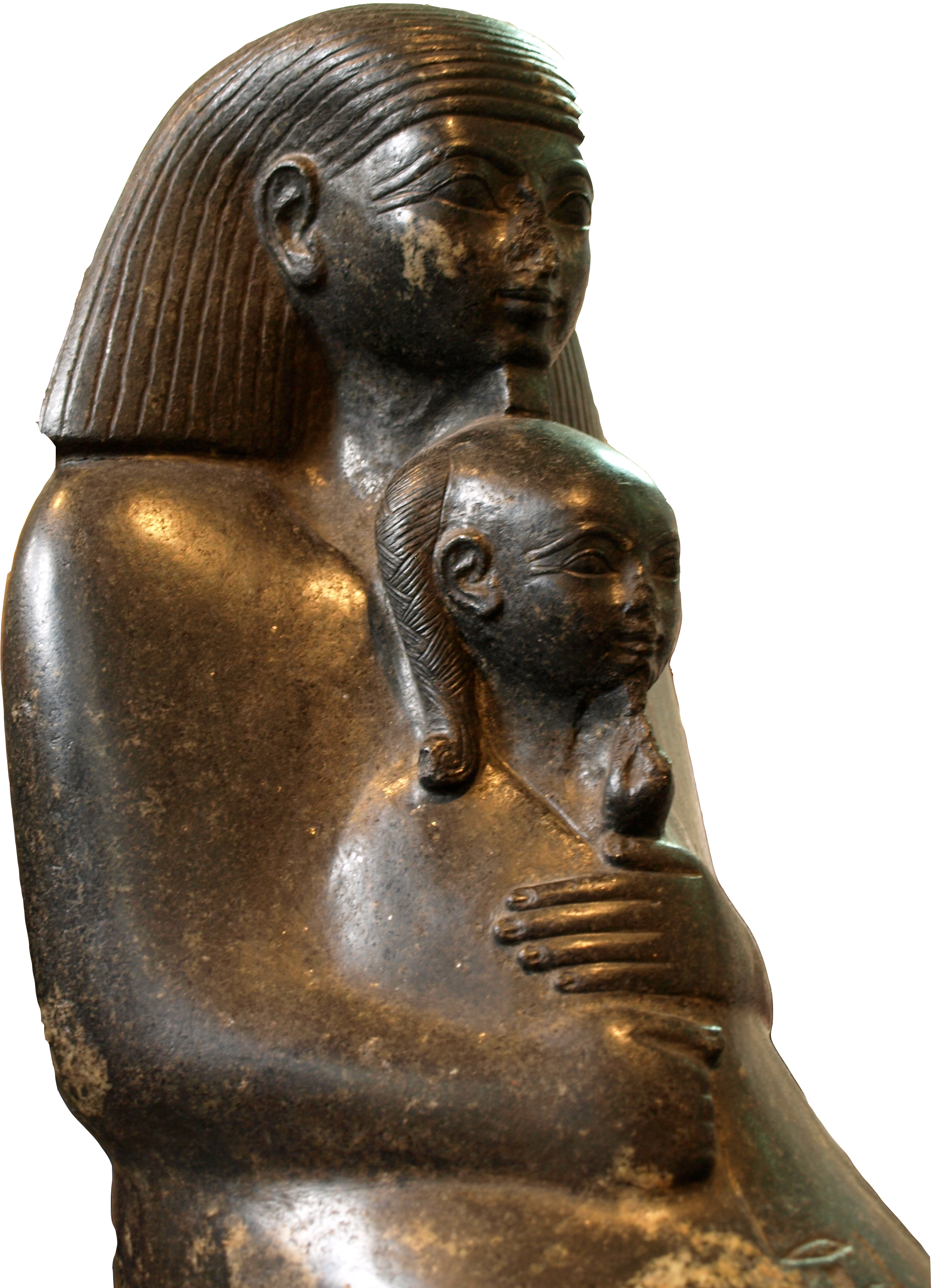
Скульптурный портрет, який зображає сидячого Сененмут з Нефрурою на руках. Британський музей

Нефрура — єгипетська принцеса XVIII династії, дочка двох фараонів Хатшепсут і Тутмоса II. Вона стояла в адміністрації світської і релігійної гілок влади Стародавнього Єгипту.

## Сім'я
У Хатшепсут і Тутмоса II Нефрура була єдиною, принаймні відомою, дитиною. Хатшепсут була Великою дружиною фараона під час його правління. Нефрура припадала правнучкою Тутмосу I. У неї був зведений брат Тутмос III. Вважалося, що Нефрура вийшла за нього заміж. Можливо, Аменемхат був Нефрурі і Тутмосу III сином, про якого відомо, що він був Головним Доглядачем Скота на 24 році правління Тутмоса III. Але якби Нефрура була Великою дружиною фараона, вона відобразила б цей титул. Свідчень цьому не знайдено.

## Біографія
Нефрура народилася в часі правління фараона Тутмоса II. В Карнаці вона зображена з Тутмосом II і Хатшепсут. Джерела вказують, що Тутмос II помер після тринадцятирічного правління. Спадкоємцем трону став його малолітній син Тутмос III. Хатшепсут зійшла на трон як його регент, але до сьомого року її регентства Хатшепсут прийняла титул фараона і зберігала його аж до своєї смерті. Вона правила більше двадцяти років.
Нефрура навчалася у декількох найбільш довірених осіб Хатшепсут. Першим її наставником був Яхмос Пен-Нехбет, який служив ще при попередніх фараонів і мав велику повагу при дворі. На його гробниці вибитий наступна напис: «Дружина Бога знову надала мені довіру, велика царська дружина Мааткара свідчить. Я виховував її старшу доньку принцесу Нефруру, свідчу, поки вона була дитиною».
Наступним наставником Нефрура був Сененмут (Сенмут). Сененмут відомий завдяки багатьом статуям, що зображують його з юною вихованкою. На них Сененмут одягнений в довгу мантію. Сім статуй виконані у вигляді блоків з мантії, що вкривають принцесу Неферуру. На одній композиції принцеса Нафрура сидить на коліні Сененмут. На другий, Сененмут присів на коліно, принцеса Нефрура знаходиться поруч і спирається на інше коліно. Після того як Хатшепсут стала регентом, Сененмут був призначений її радником і передав своє заступництво над принцесою якомусь Сенімену.
Завдяки тому, що мати Нефрури зійшла на єгипетський трон, при дворі вона володіла помітним впливом, що відрізнявся від звичайної принцеси. Вона виконувала роль і функції королівської дружини в публічному житті при матері-фараоні. Існують численні картинки Нефрури в цій ролі. Вона володіла титулами Королева Верхнього і Нижнього Єгипту, Господиня Земель, Дружина бога Амона. Останній титул носила і Хатшепсут до того як стала фараоном.